# 1575.
◄ | 15. stoljeće | 16. stoljeće | 17. stoljeće | ►
◄ | 1540-ih | 1550-ih | 1560-ih | 1570-ih | 1580-ih | 1590-ih | 1600-ih | ►
◄◄ | ◄ | 1572. | 1573. | 1574. | 1575. | 1576. | 1577. | 1578. | ► | ►►
Arhitektura • Astronomija • Glazba • Kazalište • Kiparstvo • Knjige • Književnost • Kršćanstvo • Medicina • Politika • Pravo • Promet • Slikarstvo • Znanost

## Rođenja
- 15. kolovoza – Bartol Kašić, hrvatski pisac i jezikoslovac († 1650.)

## Smrti
- 11. ožujka – Matija Vlačić Ilirik, protestantski teolog, povjesničar i filolog (* 1520.)

Pavao Skalić, hrvatski pustolov i humanist-polihistor (* 1534.)